# Nini peau d'chien
Nini peau d'chien est une chanson écrite par Aristide Bruant. Elle est publiée pour la première fois en 1895 dans le troisième volume du recueil Sur la route.
La chanson narre l'histoire du personnage éponyme, une prostituée du quartier de Bastille à Paris, surnommée Nini Peau d'chien. La chanson reste pendant plusieurs décennies un grand succès interprété et enregistré par de nombreux artistes comme Patachou,  Lina Margy ou  Colette Renard.
Son refrain est demeuré très célèbre : « À la Bastille on aime bien Nini Peau d'chien. Elle est si bonne et si gentille. On aime bien. (Qui ça ?) Nini Peau d'chien. (Où ça ?) À la Bastille. »

## Historique
La chanson date de l'époque où Aristide Bruant se produit au café-concert « L'Époque » dont il devient le directeur en 1898.
Le surnom de Nini Peau d'chien fait sans doute référence au cuir de chien de mer (un requin), qu'au xixe siècle on fabriquait dans le faubourg Saint-Antoine (près de la Bastille).

## Paroles
Les paroles font référence à différents quartiers de Paris où déambule une prostituée.
| Premier couplet | Refrain |
| --- | --- |
| Quand elle était p'tite Le soir elle allait À Saint'-Marguerite Où qu'a s'dessalait : Maint'nant qu'elle est grande Elle marche le soir Avec ceux d'la bande Du Richard-Lenoir | À la Bastille On aime bien Nini-Peau-d'chien : Elle est si bonne et si gentille ! On aime bien Qui ça, Nini-Peau-d'chien, Où ça À la Bastille . |

## Interprétations
Un enregistrement d'Aristide Bruant interprétant sa chanson est réalisé en 1905.
Tout au long du XXe siècle, la chanson est au répertoire de Patachou, Marc Ogeret, Marc et André, Lina Margy, Mistigri, Monique Morelli, Colette Renard, Colette Ritz, Souris, Marcelle Bordas ou encore Germaine Montero.

## Analyses

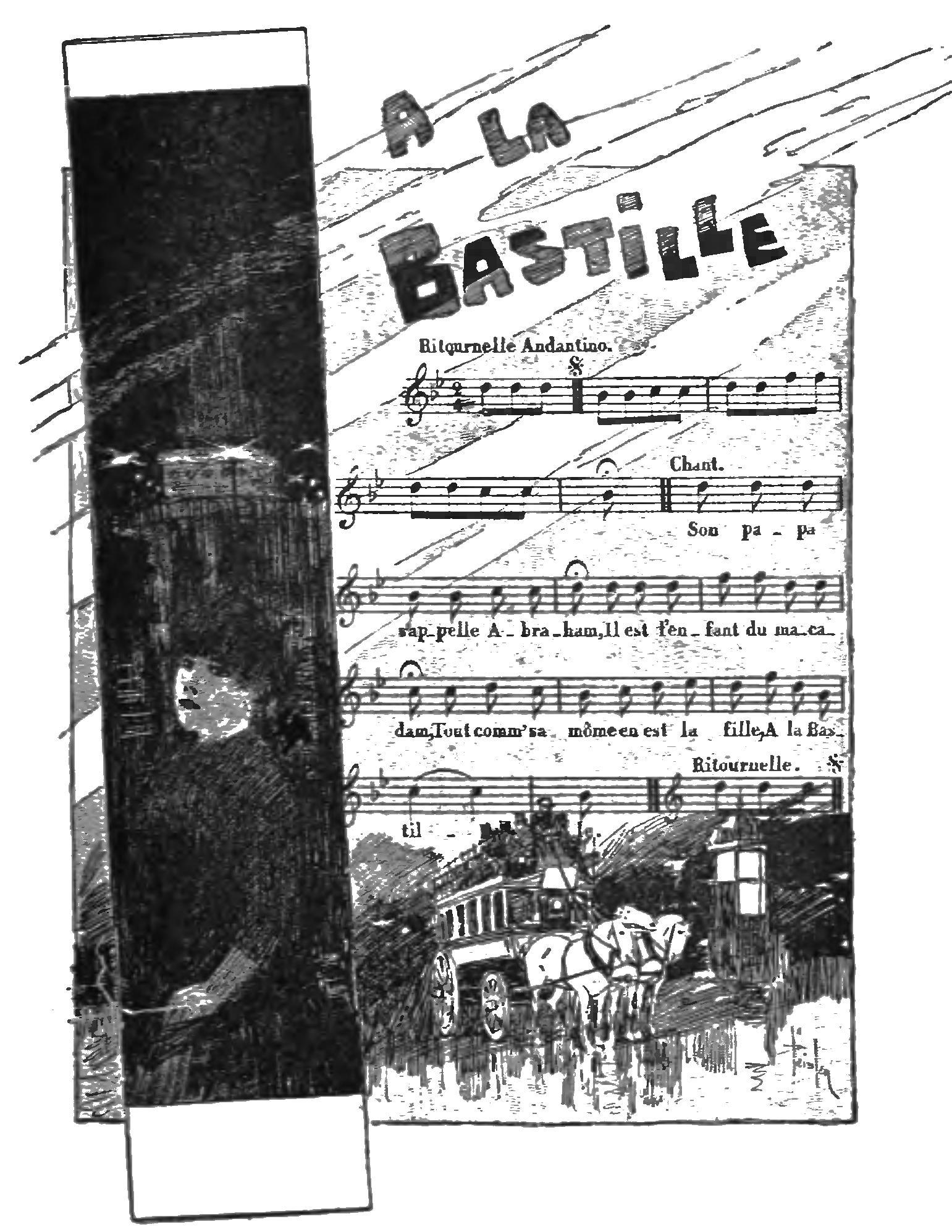
A la Bastille dans le premier volume.

Le personnage de Nini apparaît dans une chanson plus ancienne de Bruant intitulée À la Bastille publiée dans le premier volume du recueil Dans la rue (p. 123). Dans ses chansons, Bruant met en lumière comment ce genre de personnage en est venu à se prostituer, à cause de la misère et de la médiocrité de la condition féminine de l'époque. 
Pour Daniel Grojnowski et Mireille Dottin-Orsini, la chanson participe à « édulcorer la violence des rapports de pouvoir entre les classes sociales et les sexes. La prostitution en tant que pratique ordinaire est rarement abordée de front. Elle est [...] folklorisée ».
La chanson joue aussi sur les poncifs associés à la rousseur, notamment la supposée odeur particulière des personnes rousses.

## Dans la culture populaire
La chanson est reprise dans les années 1980 par les supporters du Paris Saint-Germain Football Club avec les paroles : « Au Parc des Princes, on l'aime bien le PSG ».
La chanson est citée dans l'album de bande dessinée Astérix aux Jeux olympiques de la série Astérix de René Goscinny et Albert Uderzo (p. 61, case 6) avec les paroles : « À Lutèce, on l'aime bien, Nini peau d'sanglieeer ». Dans la traduction en anglais, la référence est transcrite en parodiant une chanson anglaise When Father Papered the Parlour (en) (de R. P. Weston (en) et Fred J. Barnes (en), 1911) « When Father papered the Parthenon ».

## Éditions
- Aristide Bruant (ill. Borgex), Sur la route : chansons et monologues, vol. III, Paris, A. Bruant, 1895 (disponible sur Internet Archive), p. 81-86.